# لن لسر
لن لسر (انگلیسی: Len Lesser؛ ۳ دسامبر ۱۹۲۲ – ۱۶ فوریهٔ ۲۰۱۱) یک هنرپیشه اهل ایالات متحده آمریکا بود. وی بین سال‌های ۱۹۴۹ تا ۲۰۱۰ میلادی فعالیت می‌کرد.